# Hôtel de Lonneux de Huy
L'hôtel de Lonneux de Huy est un hôtel particulier construit en 1723 et situé dans le centre de Liège  en Belgique.

## Localisation
La façade avant de l'hôtel de Lonneux de Huy se situe au no 47 de la rue Basse-Sauvenière et la façade arrière se trouve au
no 42 du boulevard de la Sauvenière. 

## Histoire
Cet hôtel a été érigé en 1723. L'orientation du bâtiment par sa façade avant et principale située le long de la rue Basse-Sauvenière démontre l'importance de cette rue au XVIIIe siècle. La rue Basse-Sauvenière était alors la principale voirie en rive gauche de la Sauvenière, un bras secondaire de la Meuse. La façade arrière du bâtiment avait donc vue sur la Sauvenière qui, une fois définitivement asséchée et comblée en 1844, deviendra l'actuel boulevard de la Sauvenière, soit plus d'un siècle après la construction de cet hôtel particulier. L'hôtel des Comtes de Méan se situe quelques mètres à vol d'oiseau, plus haut sur la colline de Publémont.

## Description
La façade avant (rue Basse-Sauvenière) est située à l'arrière d'une cour fermée par un mur surmonté d'un grillage et percé d'un portail monumental cintré en pierre calcaire. Cette façade en brique comptant six travées et trois niveaux (deux étages) est constitué de baies jointives à hauteur dégressive par niveau. La porte d'entrée placée sur la troisième travée (à partir de la gauche)
est surmontée d'un cartouche orné d'un monogramme couronné et de l'année de la construction : 1723.
La façade arrière (boulevard de la Sauvenière) symétrique comprend aussi six travées mais quatre niveaux (trois étages). Les baies à hauteur dégressive par niveau ne sont pas jointives. Le rez-de-chaussée a été totalement modernisé.

## Activités
L'hôtel particulier est le siège du  consulat du Maroc.

## Classement
L'hôtel (façade, toiture, escalier intérieur en bois, mur de clôture et portail) est repris sur la liste du patrimoine immobilier classé de Liège depuis 1977.